# Crocidura maxi
Crocidura maxi es una especie de musaraña de la familia Soricidae.

## Distribución geográfica
Es endémica de Indonesia y Timor Oriental, en las islas de Java y la mayoría de las islas menores de la Sonda. 